# Día de la Libertad Mundial
El Día de la Libertad Mundial se festeja el 9 de noviembre, es un día festivo en los Estados Unidos declarado por el entonces presidente George W. Bush para conmemorar la caída del Muro de Berlín y el fin del régimen comunista en Europa central y oriental. Se empezó a celebrar en 2001 y su fecha es el 9 de noviembre.
Para la ocasión,varios grupos de jóvenes conservadores como Young America's Foundation y el College Republicans animan a los estudiantes a conmemorar este día (que ellos marcan como el inicio de la  "Semana de la Libertad" que incluye el Día de los Veteranos) para "celebrar la victoria sobre el comunismo" a través de campañas de volanteos y proyectos activistas. Varios comentaristas políticos conservadores usan el Día de la Libertad Mundial como una ocasión para aclamar a Ronald Reagan, el presidente a quien ellos atribuyen responsabilidad sobre el colapso de la Unión Soviética y el fin de la Guerra Fría.[cita requerida]